# Stefan Ålander
Stefan Ålander (* 25. April 1983 in Sundsvall) ist ein ehemaliger schwedischer Fußballspieler. Der Defensivspieler lief in seiner Karriere für GIF Sundsvall und Kalmar FF in der Allsvenskan auf.

## Werdegang
Ålander begann mit dem Fußballspielen bei IFK Timrå. 2002 wechselte der Defensiv-Allrounder zu GIF Sundsvall in die Allsvenskan. Parallel spielte er sich in den Kader der schwedischen U-21-Auswahl, dem er bis 2005 regelmäßig angehörte. Bei seinem neuen Klub kam er zwar in den folgenden Spielzeiten regelmäßig zum Einsatz, meistens wurde er aber nur als Einwechselspieler gebraucht. Erst in der Spielzeit 2005 konnte er sich dauerhaft in der Startelf etablieren. Dennoch stieg er am Ende des Jahres mit dem Klub ab, blieb ihm aber in der Superettan treu. Am Ende der Zweitligaspielzeit 2007 schaffte der mittlerweile zum Mannschaftskapitän ernannte Ålander mit seiner Mannschaft die Rückkehr in die schwedische Eliteserie, dort verpasste der Aufsteiger als Tabellenvorletzter jedoch den Klassenerhalt. In der zweiten Liga hielt er dem Klub zunächst die Treue und bestritt acht Partien in der Superettan.
Im Sommer 2009 verließ Ålander den Klub aus der Provinz Medelpad und kehrte in die Allsvenskan zurück. Beim Vorjahresmeister Kalmar FF unterschrieb er einen Kontrakt mit dreieinhalb Jahren Laufzeit. Er etablierte sich in seiner ersten Halbserie für den neuen Klub als Stammspieler und bestritt 13 seiner 15 Ligaspiele bis zum Ende der Erstliga-Spielzeit 2009 von Beginn an, verlor seinen Stammplatz aber im Lauf der folgenden Spielzeit.
Kurz vor Ende der Wintertransferperiode kehrte Ålander im März 2011 zu GIF Sundsvall zurück. An der Seite von Pontus Engblom, Fredrik Holster und Emil Forsberg stieg er am Ende der Zweitliga-Spielzeit 2011 in die Allsvenskan auf. Mit der von Sören Åkeby trainierten Mannschaft stand er als größtenteils Stammspieler im Saisonverlauf lange Zeit im Mittelfeld, rutschte aber im letzten Saisondrittel auf den Relegationsplatz ab. Bei der 0:3-Hinspielniederlage gegen Halmstads BK Einwechselspieler, gehörte er zwar im Rückspiel wieder zur Anfangsformation, der 4:3-Erfolg war jedoch in Addition zu wenig zum Klassenerhalt. In der folgenden Zweitligaspielzeit war er noch Stammspieler, anschließend rückte er auch aufgrund diverser Verletzungen zunehmend ins zweite Glied. So hatte er zum Wiederaufstieg in die Allsvenskan am Ende der Zweitliga-Spielzeit 2014 in acht Partien mitgewirkt. Nach 15 Erstligaspielen in der Spielzeit 2015 kam er verletzungsbedingt in der folgenden Spielzeit lediglich zwei Mal für die Mannschaft in der höchsten Spielklasse zum Einsatz, so dass der auslaufende Vertrag nicht verlängert wurde. Im November 2016 verkündete er daher sein Karriereende.